# Ramusella triancantha
Ramusella triancantha är en kvalsterart som först beskrevs av Sandór Mahunka 1963.  Ramusella triancantha ingår i släktet Ramusella och familjen Oppiidae. Inga underarter finns listade i Catalogue of Life.